# Échenevex
Échenevex település Franciaországban, Ain megyében. Lakosainak száma 2227 fő (2022. január 1.). Échenevex Cessy, Chevry, Crozet, Gex, Mijoux és Ségny községekkel határos.

## Népesség
A település népességének változása:
| Lakosok száma | 282  | 643  | 997  | 1462 | 1904 | 2212 | 2132 | 2115 | 2123 | 2227 |
|               | 1968 | 1982 | 1990 | 2006 | 2013 | 2015 | 2017 | 2019 | 2020 | 2022 |